# Pronakalimys andrewsi
Pronakalimys andrewsi é uma espécie extinta de roedor da família Spalacidae. Seus registros fósseis são do Mioceno Médio do Quênia (Fort Ternan).